# NGC 4372
Coordenadas:  12h 26m 00s, −-72° 40′ 00″
NGC es un cúmulo estelar al sur de la constelación de Musca. Pertenece al Catálogo Caldwell